# Diocesi di Palayamkottai

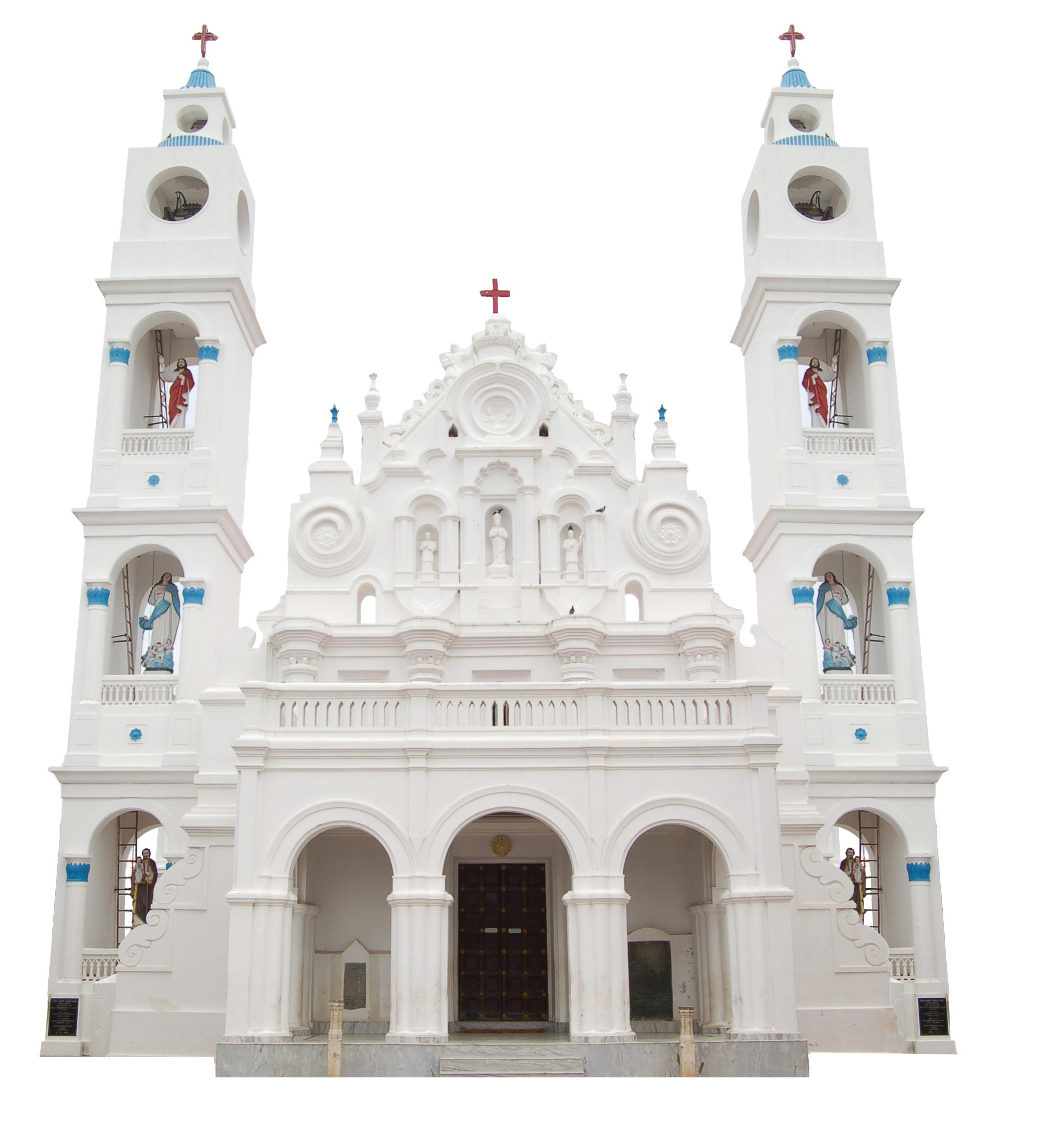
La basilica minore di Nostra Signora Assunta a Kamanayakkanpatti.

La diocesi di Palayamkottai (in latino Dioecesis Palayamkottaiensis) è una sede della Chiesa cattolica in India suffraganea dell'arcidiocesi di Madurai. Nel 2023 contava 138.469 battezzati su 3.505.522 abitanti. La sede è vacante.

## Territorio
La diocesi comprende i taluks di Tirunelveli, Palayamkottai, Ambasamudram, Tenkasi, Shencottai, Sankarankovil, Sivagiri, Cheranmahadevi, V.K. Pudur e Alangulam nel distretto di Tirunelveli, e il taluk di Kovilpatti nel distretto di Thoothukudi nello stato indiano del Tamil Nadu.
Sede vescovile è Palayamkottai, quartiere di Tirunelveli, dove si trova la cattedrale di San Francesco Saverio. A Kamanayakkanpatti sorge la basilica minore di Nostra Signora Assunta.
Il territorio è suddiviso in 56 parrocchie.

## Storia
La diocesi è stata eretta il 17 maggio 1973 con la bolla Romani Pontifices di papa Paolo VI, ricavandone il territorio dall'arcidiocesi di Madurai.

## Cronotassi dei vescovi
Si omettono i periodi di sede vacante non superiori ai 2 anni o non storicamente accertati.
- Savarinathen Iruthayaraj † (17 maggio 1973 - 15 luglio 1999 dimesso)
- Jude Gerald Paulraj (23 ottobre 2000 - 29 giugno 2018 ritirato)[2]
- Antonysamy Savarimuthu (20 novembre 2019 - 5 luglio 2025 nominato arcivescovo di Madurai)

## Statistiche
La diocesi nel 2023 su una popolazione di 3.505.522 persone contava 138.469 battezzati, corrispondenti al 4,0% del totale.
| anno | popolazione | popolazione | popolazione | presbiteri | presbiteri | presbiteri | presbiteri                | diaconi | religiosi | religiosi | parrocchie |
| anno | battezzati  | totale      | %           | numero     | secolari   | regolari   | battezzati per presbitero | diaconi | uomini    | donne     | parrocchie |
| ---- | ----------- | ----------- | ----------- | ---------- | ---------- | ---------- | ------------------------- | ------- | --------- | --------- | ---------- |
| 1980 | 81.640      | 2.112.000   | 3,9         | 44         | 22         | 22         | 1.855                     |         | 120       | 219       | 21         |
| 1990 | 100.664     | 2.374.000   | 4,2         | 63         | 35         | 28         | 1.597                     | 1       | 117       | 254       | 26         |
| 1999 | 104.157     | 2.373.295   | 4,4         | 74         | 41         | 33         | 1.407                     |         | 102       | 289       | 32         |
| 2000 | 107.120     | 2.373.295   | 4,5         | 78         | 44         | 34         | 1.373                     |         | 103       | 314       | 33         |
| 2001 | 109.275     | 2.373.295   | 4,6         | 72         | 43         | 29         | 1.517                     |         | 100       | 316       | 33         |
| 2002 | 110.750     | 2.373.299   | 4,7         | 74         | 45         | 29         | 1.496                     |         | 109       | 316       | 34         |
| 2003 | 121.825     | 2.610.629   | 4,7         | 78         | 47         | 31         | 1.561                     |         | 111       | 352       | 35         |
| 2004 | 123.789     | 2.652.273   | 4,7         | 78         | 48         | 30         | 1.587                     |         | 110       | 346       | 38         |
| 2013 | 132.435     | 3.046.354   | 4,3         | 121        | 62         | 59         | 1.094                     |         | 184       | 392       | 48         |
| 2016 | 138.945     | 3.233.466   | 4,3         | 129        | 73         | 56         | 1.077                     |         | 222       | 394       | 51         |
| 2019 | 143.455     | 3.338.500   | 4,3         | 136        | 82         | 54         | 1.054                     |         | 208       | 375       | 56         |
| 2021 | 135.257     | 3.436.450   | 3,9         | 143        | 86         | 57         | 945                       |         | 162       | 375       | 56         |
| 2023 | 138.469     | 3.505.522   | 4,0         | 137        | 84         | 53         | 1.010                     |         | 139       | 375       | 56         |